# Paul Burlison
Paul Burlison (* 4. Februar 1929 in Brownsville, Tennessee; † 27. September 2003 in Horn Lake, Tennessee) war ein US-amerikanischer Rockabilly-Musiker und Gitarrist. Burlison war Mitglied des bekannten Johnny Burnette Trios.

## Leben

### Kindheit und Jugend
Geboren in Brownsville, wuchs Paul Burlison in Memphis auf. Von seinem Schwager lernte Burlison Gitarre zu spielen und hielt sich in seiner Jugend oft an der Beale Street auf, die bekannt für ihre Rhythm-and-Blues-Clubs war. Nachdem er sich selbst eine elektrische Gitarre gebaut hatte, begann er mit Shelby Fallon auf dem Sender KWEM in West Memphis, Arkansas, aufzutreten. Zudem spielte er Anfang der 1950er-Jahre zusammen mit Smokey Joe Baugh und Howlin Wolf; Wolfs Band konnte er jedoch nicht beitreten, da er weiß war. Stattdessen fand er in den Snearly Ranch Boys für kurze Zeit musikalische Partner.

### Karriere
Burlison startete kurz danach eine Karriere als Boxer. Während der Golden Gloves 1949 lernte er Dorsey Burnette kennen, der die gleichen Musikinteressen hatte. Zusammen mit Burnettes jüngerem Bruder Johnny begannen die beiden, in einer Band zu spielen. 1954 wurde bei Von Records eine erste Single eingespielt, von der sich jedoch nicht einmal 200 Platten verkauften. Burlison nahm nun eine Stelle bei der Crown-Electric an, wo auch der junge Elvis Presley arbeitete.
Im Frühjahr 1956 reisten Burlison und die Burnette-Brüder, zu diesem Zeitpunkt als The Rock’n’Roll Trio bekannt, nach New York City, um sich als Musiker zu versuchen. Tatsächlich bekamen sie einen Plattenvertrag bei Coral Records. Hier entwickelte Burlison seinen typischen Sound, der viele spätere Gitarristen beeinflussen sollte. Zuerst drehte er die Tonhöhe auf seinem Verstärker höher. Mit diesen Einstellungen wurden die ersten Singles produziert. Während eines Auftrittes in Philadelphia riss Burlison versehentlich ein Kabel seines Verstärkers ab. Der verzerrte und verschwommene Ton gefiel Burlison, daher wurden nun alle Songs mit diesem Klang eingespielt. Zusammen mit Johnny Burnettes ausfallendem Gesang und dem harten Schlagzeug wurden einige der bekanntesten Rockabilly-Klassiker der Musikgeschichte gespielt, wie zum Beispiel der Rockbilly Boogie, Honey Hush und das wilde The Train Kept A-Rollin‘. Letzterer wurde später von Rockbands wie den Yardbirds, Aerosmith und Led Zeppelin gecovert, aber auch die Beatles hatten den Song in ihrem frühen Liveprogramm.
Nachdem jedoch keine der Singles erfolgreich war, kehrte Burlison Anfang 1957 nach Memphis zurück, wo er ein eigenes Unternehmen und eine Familie aufbauen sollte. Für die nächsten zwanzig Jahre zog er sich aus dem Musikgeschäft zurück; erst 1980 gründete er sein eigenes Plattenlabel, wo er zusammen mit anderen Rockabilly-Künstlern ein Tribute-Album an Johnny und Dorsey Burnette aufnahm, die beide bereits verstorben waren. 1986 wurde Burlison Mitglied der Sun Rhythm Section, einer Band bestehend aus ehemaligen Sun-Künstlern. 1997 veröffentlichte Burlison sein erstes Album mit dem Titel Train Kept a-Rollin‘. Burlison starb 2003 an den Folgen von Krebs.

## Diskographie
- 1997: Train Kept a-Rollin‘